# Eutresis theope
Eutresis theope är en fjärilsart som beskrevs av Frederick DuCane Godman och Osbert Salvin 1877. Eutresis theope ingår i släktet Eutresis och familjen praktfjärilar. Inga underarter finns listade i Catalogue of Life.